# Hà Sỹ Đồng
Hà Sỹ Đồng (sinh ngày 18 tháng 1 năm 1964) là một chính trị gia người Việt Nam. Ông hiện là Đại biểu Quốc hội Việt Nam khóa XV tỉnh Quảng Trị, Quyền Chủ tịch Ủy ban nhân dân tỉnh Quảng Trị.
Trong Đảng Cộng sản Việt Nam, ông hiện là Ủy viên Ban Thường vụ Tỉnh ủy Quảng Trị.

## Tiểu sử
Ông Hà Sỹ Đồng sinh ngày 18 tháng 1 năm 1964, người dân tộc Kinh, không theo tôn giáo nào. Ông có quê quán ở xã Triệu Ái, huyện Triệu Phong, tỉnh Quảng Trị.
Ông có bằng Thạc sĩ Lâm nghiệp và bằng Cao cấp lý luận chính trị Đảng Cộng sản Việt Nam.
Ngày 2 tháng 5 năm 1989, ông gia nhập Đảng Cộng sản Việt Nam.
Ông từng là Đại biểu Quốc hội khoá 13 tỉnh Quảng Trị.
Ngày 22 tháng 5 năm 2016, ông trúng cử Đại biểu Quốc hội khoá 14 tỉnh Quảng Trị.
Ông hiện là Ủy viên Ban thường vụ Tỉnh ủy, Quyền Chủ tịch Ủy ban nhân dân tỉnh Quảng Trị, Phó trưởng Đoàn đại biểu Quốc hội khóa 14 tỉnh Quảng Trị, Ủy viên Ủy ban Tài chính, ngân sách của Quốc hội khóa 14.
Từ ngày 1 tháng 2 năm 2020, ông Hà Sỹ Đồng, Phó Chủ tịch thường trực Ủy ban nhân dân tỉnh Quảng Trị, giữ quyền Chủ tịch UBND tỉnh Quảng Trị nhiệm kỳ 2016-2021 thay thế ông Nguyễn Đức Chính nghỉ hưu theo chế độ nhà nước Việt Nam.
Ngày 22 tháng 11 năm 2024, tại Quyết định số 1458/QĐ-TTg của Thủ tướng Chính phủ giao Quyền Chủ tịch UBND tỉnh Quảng Trị nhiệm kỳ 2021-2026 cho ông Hà Sỹ Đồng.

### Đại biểu Quốc hội Việt Nam khóa 14

#### Đề nghị giao đất 99 năm cho nhà đầu tư
Tại kì họp thứ 5 Quốc hội khóa 14, khi thảo luận về Dự thảo Luật đơn vị hành chính kinh tế đặc biệt Vân Đồn, Bắc Vân Phong, Phú Quốc vào ngày 28 tháng 5 năm 2018, trái với ý kiến nhiều đại biểu Quốc hội, ông cho rằng nên giao đất 99 năm cho nhà đầu tư với quy định ràng buộc điều kiện ngành nghề, đối tượng được giao đất.